# Château de Pechrigal
Le château de Pechrigal ou Pech Rigal, prononcé [pɛʁdʁiɡal], est situé à Saint-Clair, dans le Lot, en France. Ce château est particulièrement connu à notre époque pour avoir été un temps la demeure du poète et compositeur Léo Ferré.

## Histoire
Pech Rigal (autre orthographe connue), qui se traduit par « colline royale », est un édifice construit au XIV siècle par le noble Pierre de Casatou, seigneur de la province de Saint-Clair.
Propriété de la famille Séguy sous la royauté, la demeure passe à la famille Périer, puis à la famille Louis Lasvignes-Salanié, puis aux familles Dreyffus. Le chanteur, poète et compositeur Léo Ferré en fait l'acquisition en 1963. L'artiste y a notamment composé certains de ses grands albums consacrés aux poètes, Verlaine et Rimbaud, Léo Ferré chante Baudelaire et une première version d'Une saison en enfer. Il y vit jusqu'en mars 1968, après quoi il se sépare de sa femme et le château reste longtemps abandonné. Il sera vandalisé. 
Racheté en 1998 par John Manchec, de nationalité franco-américaine, Pechrigal est drastiquement restauré et transformé en hôtel de luxe.
En 2018, John Manchec met le château en vente à 4,7 millions d’euros mais ne trouve pas preneur. Le 13 octobre 2020, le château est proposé aux enchères par la société américaine Concierge Auctions, spécialisée dans les propriétés de luxe. Mis en vente à 900 000 euros, la dernière enchère s’est fixée à 1,51 million d’euros. Cette vente n'aboutit pas. 
En mai 2023, John Manchec tente de s'évader d'une prison américaine en Floride pour rejoindre son château.